# Налог на имущество организаций
Налог на имущество организаций — налог на недвижимое имущество (включая имущество, переданное во временное владение, пользование, распоряжение или доверительное управление, внесённое в совместную деятельность, в том числе имущество, полученное по концессионному соглашению).
До 2019 года налогом на имущество облагалось и движимое имущество.
Относится к региональным налогам. Плательщиками указанного налога являются российские и иностранные организации, которые осуществляют деятельность на территории Российской Федерации через постоянные представительства и (или) имеющие в собственности недвижимое имущество на территории Российской Федерации.

## Описание
Налоговая ставка не может превышать 2,2 процента. Допускаются дифференцированные налоговые ставки в зависимости от категорий налогоплательщиков и (или) имущества, являющегося объектом налогообложения.

### Начисление и декларирование
Налоговая база налога на имущество организаций определяется как среднегодовая стоимость имущества, признаваемого объектом налогообложения, за исключением недвижимого имущества, в отношении которого законом субъекта РФ определена кадастровая стоимость.
Среднегодовая стоимость имущества (недвижимого) определяется в соответствии с данными бухгалтерского учета организации
Налоговым периодом является один календарный год. По итогам налогового периода, не позднее 30 марта предоставляется налоговая декларация.

### Законодательная база
Законодательной базой для налога на имущество организаций является Глава 30 Части II НК РФ и законы субъектов РФ, которые не могут противоречить НК РФ.